# Itakura Katsukiyo

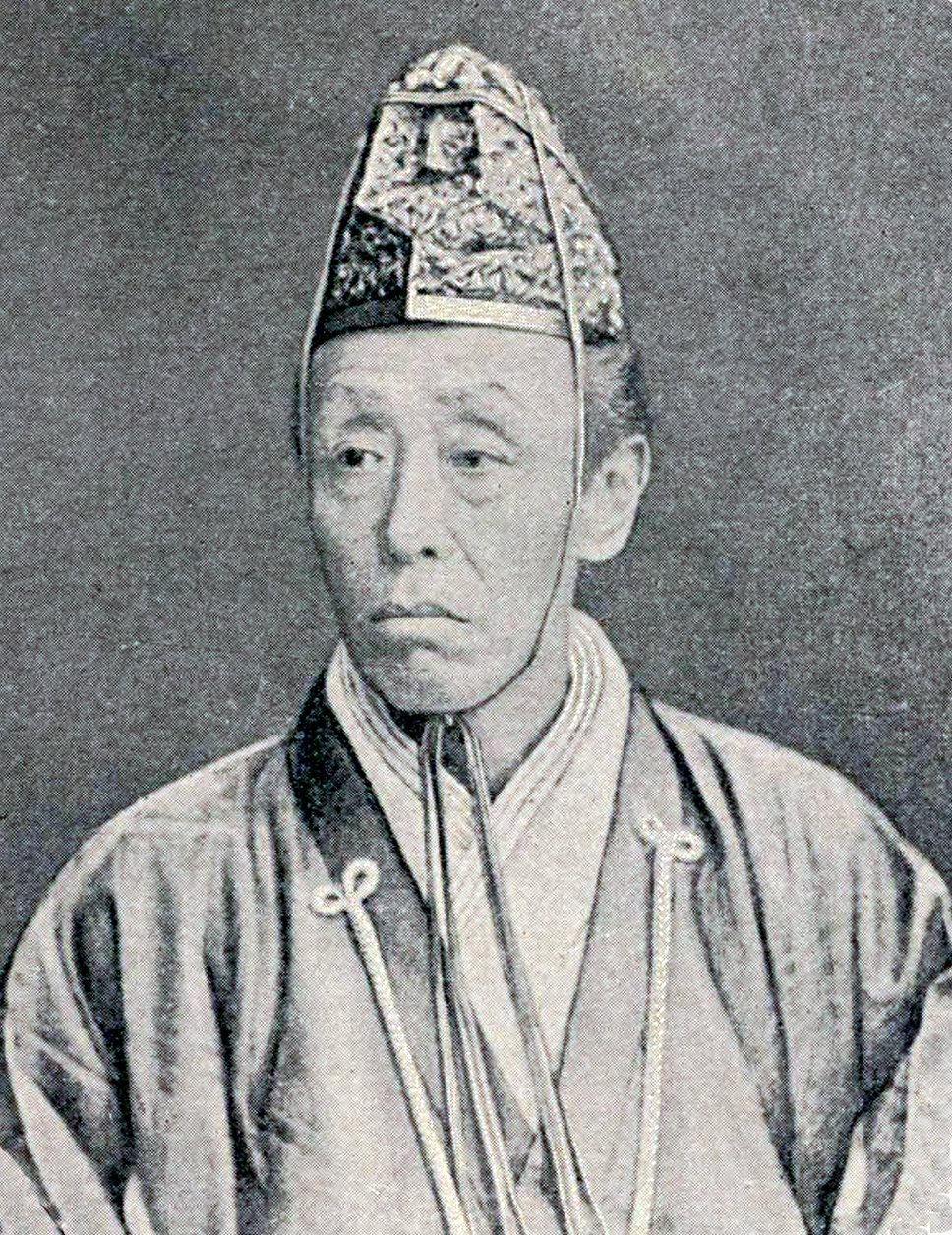
Itakura Katsukiyo

Itakura Katsukiyo (japanisch 板倉 勝静; geboren 14. Februar 1823; gestorben 6. April 1889) war ein japanischer  Daimyō.

## Leben und Wirken
Itakura Katsukiyo war der Sohn des Daimyō des Kuwana-Han (桑名藩) in der heutigen Präfektur Mie, Matsudaira Sadanaga (松平 定永; 1791–1838). Rōjū Matsudaira Sadanobu (松平定信; 1759–1829), der die Kansei-Reformen (寛政の改革, Kansei no kaikaku) durchführte, war sein Großvater. Katsukiyo wurde 1842 von Itakura Katsutoshi (板倉 勝職; 1803–1849), Daimyō des Matsuyama-Han (松山藩) in der Provinz Bitchū – heute Präfektur Okayama – adoptiert. 1848 wurde er Itakura Katsutoshis Nachfolger.
In Bezug auf die Han-Politik wurde der Konfuzianist und Direktor der Han-Schule „Yūshūkan“ (有終館) Yamada Hōkoku (山田 方谷; 1805–1877), vormals Angestellter und Kontrolleur, zuständig für den finanziellen Wiederaufbau, für die Wirtschaftsförderung, für die Reform des Militärwesens usw. Itakura konnte so Schulden von etwa 100.000 Ryō abbauen und dann ungefähr die gleiche Menge an Überschuss erzielen.
1857 wurde Itakura im Bakufu Sōshaban-Kommissar (奏者番奉行) und Kommissar für die Schrein- und Tempelangelegenheiten (寺社奉行, Jisha bugyō). Er entging 1858/1859 zwar der „Ansei-Säuberung“, aber er wurde entlassen, weil er auf großzügige Verfahren bestand und damit in Widerspruch zu Ii Naosuke  geraten war. Er konnte 1861 seine Arbeit im Shogunat wieder aufnehmen und wurde im folgenden Jahr zum Rōjū ernannt. Er leitete die Verhandlungen mit den Engländern, die nach dem Namamugi-Zwischenfall notwendig geworden waren, und begleitete Shōgun Tokugawa Iemochi an den Hof nach Kyōto, wo dieser den kaiserlichen Befehl zur „Ausweisung der Barbaren“ bestätigte und Gespräche über eine mögliche Kettensperrung des Hafens von Yokohama führte.
1864 schied Itakura als Rōjū aus, wurde aber 1865 wiederernannt. Während der 2. Chōshū-Expedition 1865 setzte er sich für eine nachsichtige Behandlung des Chōshū-Han ein. Nach dem kinderlos verstorbenen Shōgun Tokugawa Iemochi befürwortete er die Ernennung von Hitotsubashi Yoshinobu zum Nachfolger. Als sich Yoshinobu bemühte, Maßnahmen zur Stärkung des Shogunats durchzuführen, ernannte er Itakura zum Leiter der Finanzabteilung, der darüber hinaus an der Reform des Shogunats mitwirkte.
Als Itakura im Oktober 1867 den Vorschlag von Yamanouchi Toyonobu (山内 豊信; 1827–1872), dem letzten Daimyō des  Tosa-Han, nämlich die Rückgabe der vom Shogunat verliehenen Domänen (大政奉還; Taisei hōkan), versuchte er, ihn im Rahmen des Shogunats zu verwirklichen. Nach der Schlacht von Toba-Fushimi kehrte er mit Yoshinobu nach Edo zurück. Er gab seinen Rōjū-Posten auf und übergab die Familienführung an Seishi Katsuzen (世子 勝全). Seine Burg Matsuyama ergab sich ohne Widerstand den Regierungstruppen.
In Nikkō wurde Itakura von der Armee der neuen Regierung nach Utsunomiya verlegt, aber von Ōtori Keisuke (1833–1911) befreit. Er  beteiligte sich an der Vereinigung einiger Nordprovinzen, die das Shogunat als „Ōuetsu Reppan Dōmei“ (奥羽越列藩同盟) unterstützten, und sollte dann in das Goryokaku auf Hokkaidō versetzt werden. Er kehrte jedoch nach Tokio zurück und wurde von der neuen Regierung zu einer Gefängnisstrafe verurteilt. 1872 wurde er begnadigt und wurde Schrein-Oberhaupt des Ueno Tōshō-gū.